# Dan T. Cathy
Daniel Truett "Dan" Cathy, född 1 mars 1953, är en amerikansk företagsledare som är styrelseordförande och VD för den amerikanska snabbmatskedjan Chick-fil-A, Inc. Han arbetade tidigare som COO och president för företaget mellan 2001 och 2016.
Den amerikanska ekonomitidskriften Forbes rankar honom som världens 284:e rikaste med en förmögenhet på $ 5,8 miljarder för den 5 november 2018.
Cathy avlade en kandidatexamen i företagsekonomi vid Georgia Southern University.
2012 fick både Chick-fil-A och Cathy nationell uppmärksamhet när det först framkom att snabbmatskedjan stödde konservativa organisationer som är emot samkönade äktenskap och när Cathy var ute i media och kommenterade detta och med att referera till Bibeln hur äktenskap ska vara. Där han skulle be till Gud för att be om nåd för de yngre generationerna som är så arroganta när de tror att de kan bestämma själva hur äktenskap ska vara. I ett annat uttalande sa han rakt ut att företaget stödjer den bibliska definitionen av vad en familj är.
Han är son till S. Truett Cathy, grundaren till snabbmatskedjan, och bror till Bubba Cathy, som arbetar inom företagsledningen för Chick-fil-A.